# Kościół św. Jana Chrzciciela w Szymanowicach
Kościół św. Jana Chrzciciela – katolicki kościół parafialny zlokalizowany w Szymanowicach (gmina Gizałki). Funkcjonuje przy nim parafia św. Jana Chrzciciela.

## Historia
Parafia została erygowana we wsi w pierwszej połowie XIV wieku. Drewniany kościół był tutaj wspominany w 1410, ale spalił się w 1430. Jego następcami były kolejne dwie świątynie: pierwsza z XVI wieku, a druga z 1745, wzniesiona przez ówczesnego lokalnego dziedzica Józefa Cywińskiego. Ta druga spłonęła w 1831 (msze przeniesiono wtedy do kaplicy we dworze). W 1874 proboszcz W. Bąkowski rozpoczął wznoszenie obecnego neoklasycystycznego kościoła, którego budowę prowadzono w latach 1874–1882, a konsekracji dokonano w 1889.

## Otoczenie i elewacja
Przy kościele wznosi się drewniany krucyfiks z tabliczkami misyjnymi. Na elewacji, przy wejściu, umieszczona jest tablica pamiątkowa ku czci ofiar walk w latach 1918–1920.

## Galeria

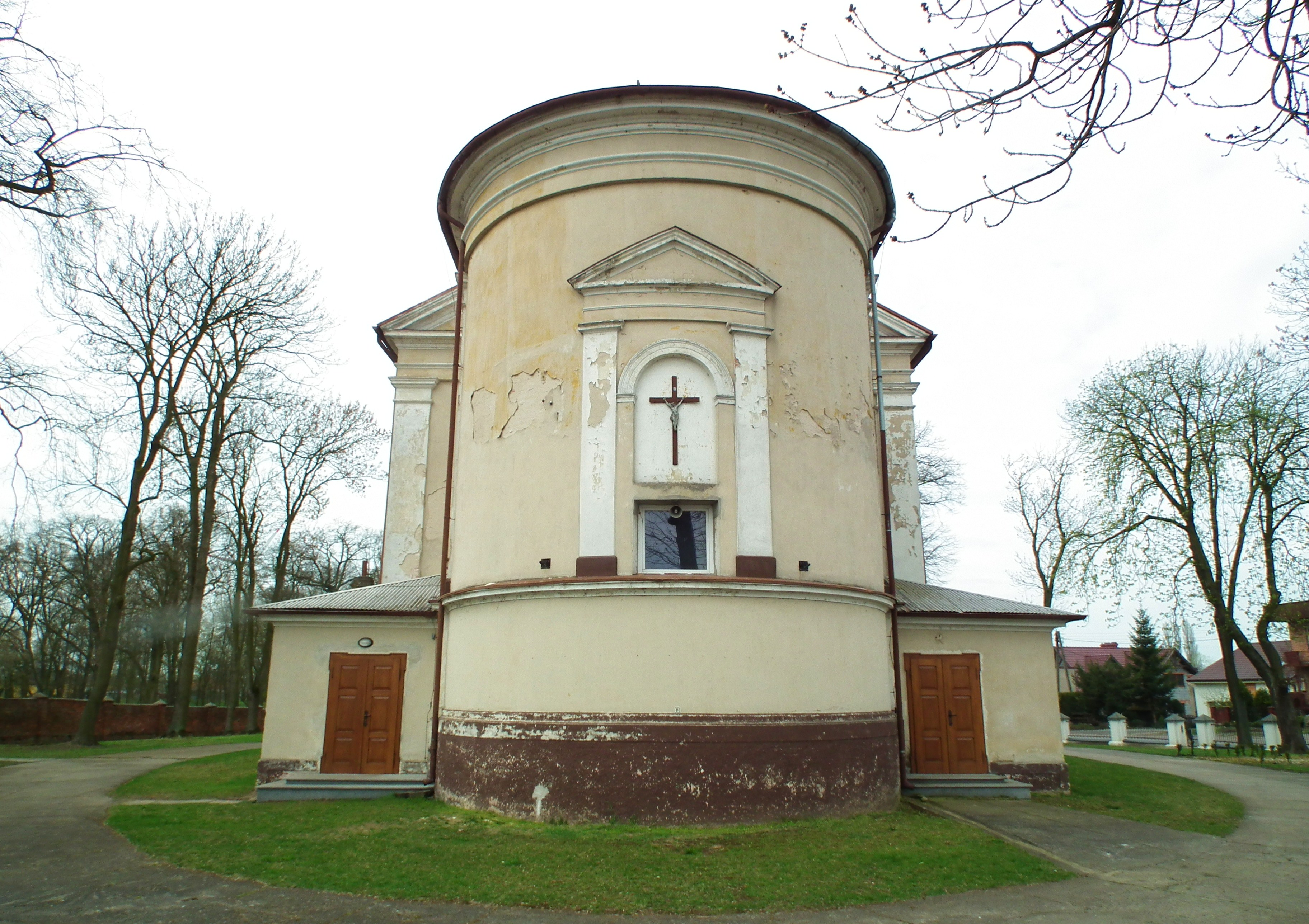
Absyda
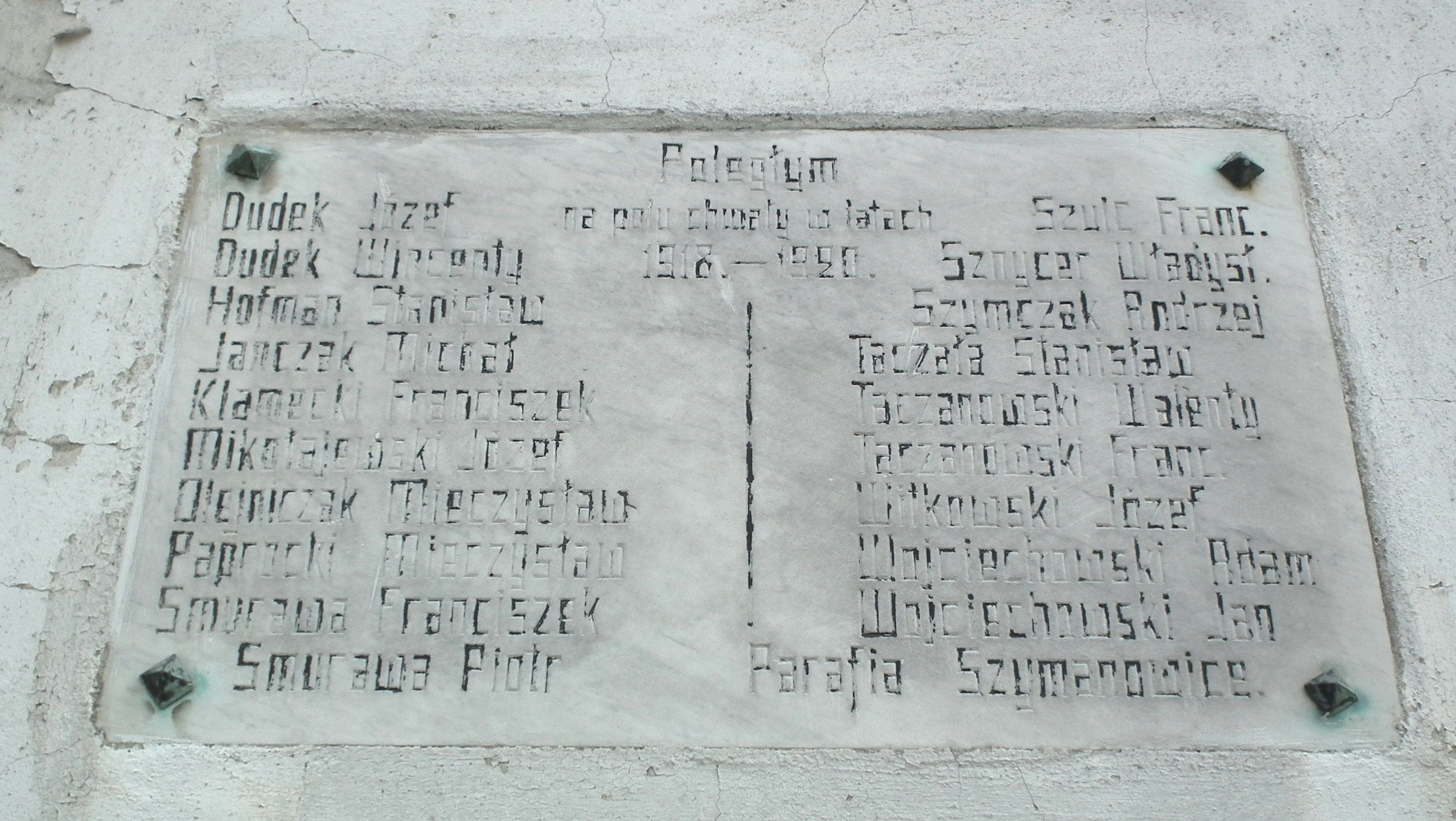
Tablica pamiątkowa
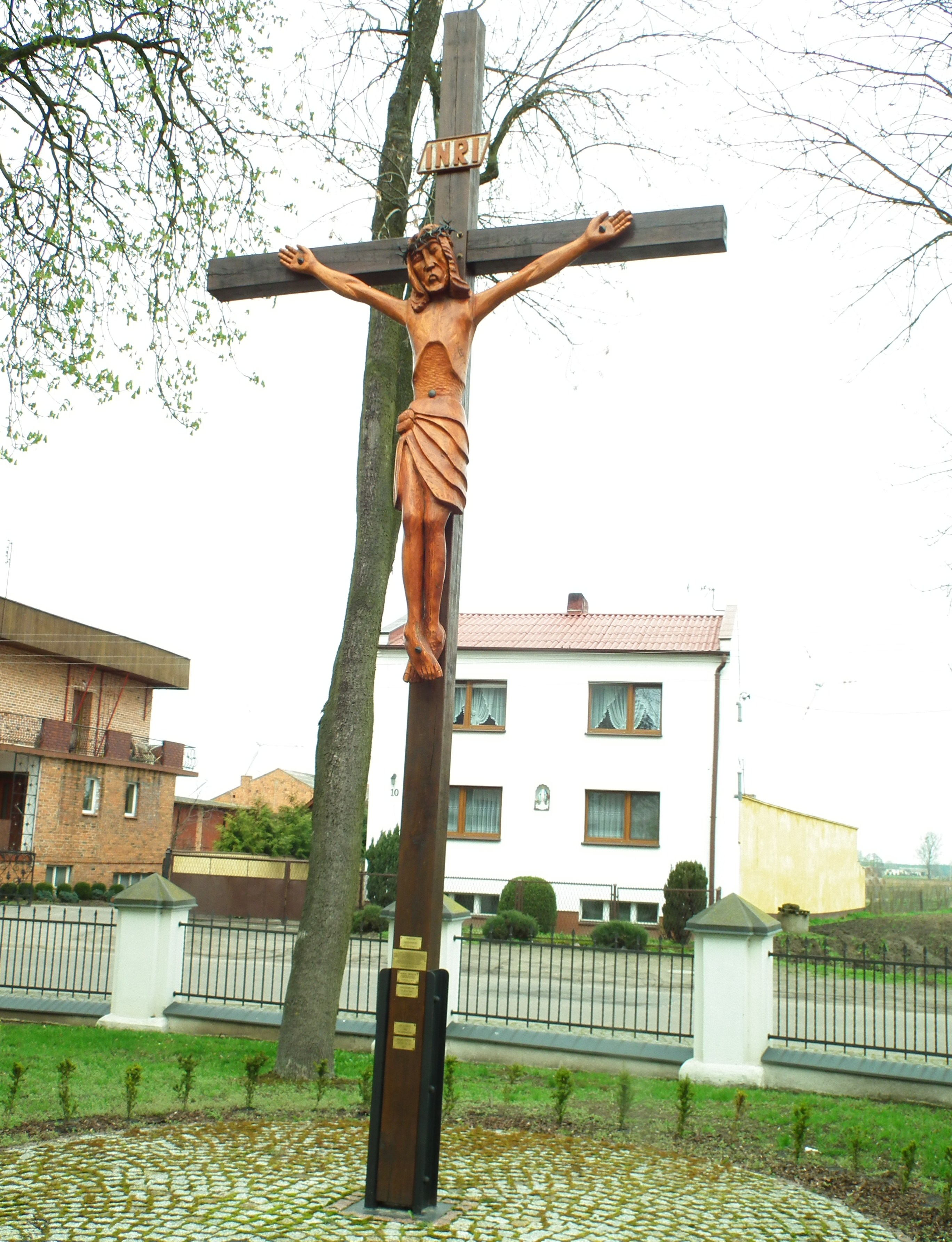
Krucyfiks